# Abraxas conspurcata
Abraxas conspurcata är en fjärilsart som beskrevs av Butler. Abraxas conspurcata ingår i släktet Abraxas och familjen mätare. Inga underarter finns listade i Catalogue of Life.